# SMS Von der Tann
«Фон дер Танн» (нім. Großer Kreuzer SMS Von der Tann) — перший лінійний крейсер ВМС Німецької імперії епохи Першої світової війни. Названий на честь баварського воєначальника XIX століття Людвіга фон дер Танна.
Став відповіддю на британські лінійні крейсери типу «Інвінсібл». Так само як і «Інвінсібл», був оснащений паротурбінною силовою установкою і мав високу швидкість ходу. Німецький крейсер традиційно був озброєний гарматами дещо меншого калібру — 280-мм проти 305-мм, але це компенсувалося більшою початковою швидкістю і кращою якістю німецьких снарядів.
У порівнянні з британськими крейсерами мав значно краще бронювання (борт 250 мм проти 152 мм) і досконалішу систему протиторпедного захисту. Платою за це стало збільшення водотоннажності. Якщо британський крейсер був менший за лінкор «Дредноут», то «Фон дер Танн» вийшов крупнішим за сучасний йому лінкора «Нассау».
Але за рахунок кращого бронювання фахівці визнають, що «Фон дер Танн» за своїми бойовими якостями перевершує всі британські лінійні крейсери з 305-мм гарматами. Це було підтверджено результатами Ютландської битви, коли в дуелі з «Індефетігеблом» німецький крейсер за 15 хвилин пустив на дно свого візаві.

## Передумови створення
На початку XX-го століття кораблями основних бойових класів (англ. Capital ships) у флотах провідних світових держав вважалися броненосці і броненосні крейсери. В офіційній німецькій класифікації броненосному крейсеру приблизно відповідав «великий крейсер» (нім. Großer Kreuzer). Амбіції Німецької імперії вимагали створення сильного флоту, і між Німеччиною та Великою Британією, чий флот вважався найкращим, спалахнуло військово-морське суперництво. За «законом про флот» (англ. German Naval Laws) і рядом поправок до нього, німецький флот мав складатися з двадцяти «великих» крейсерів, і тому приблизно кожен рік закладалося по одному новому крейсеру. Розвиток британських броненосних і німецьких «великих» крейсерів в кінцевому рахунку призвело до появи нового класу крейсерів — лінійних.
Але створення німецького лінійного крейсера йшло інакшим шляхом, ніж у Великій Британії. У порівнянні з попередніми броненосними крейсерами типу «Мінотавр» британські лінійні крейсери типу «Інвінсібл» стали революційним кроком вперед. Завдяки збільшенню калібру гармат з 234 мм до 305 мм, збільшенню кількості гармат головного калібру з чотирьох до восьми, відмови від проміжного калібру та використання парової турбіни бойові можливості нового крейсера зросли в багато разів. У німецькому ж флоті чітко простежувалася лінія еволюційного розвитку. Від корабля до корабля йшло постійне зростання водотоннажності — «Йорк» мав водотоннажність 9530 т, «Шарнхорст» — 11 600 т, водотоннажність новітнього броненосного крейсера програми 1906 року, майбутнього «Блюхера», досягла 15 840 тонн. При цьому його озброєння хоч і складалося з дванадцяти гармат єдиного головного калібру, розташованих за гексагональною схемою, але це були гармати калібром всього 210 мм. У порівнянні з іншими броненосними крейсерами того часу, озброєними 234-мм гарматами, він виглядав цілком на рівні. Але в порівнянні з озброєним 305-мм гарматами «Інвінсіблом» програвав по всіх статтях. До того ж «Блюхер» був оснащений паровою машиною і, хоч і вважався найшвидшим кораблем з таким типом силової установки, але по швидкості все ж поступався британському супернику, оснащеному паровими турбінами.
Тому, коли від німецького аташе в Лондоні надійшли відомості про тактико-технічні характеристики нового британського крейсера, стало зрозуміло, що «Блюхер» серйозно йому програє і що його захист явно не відповідає 305-мм британським гарматам. Але роботи по проекту «Блюхера» були вже на завершальній стадії, і вносити до нього зміни було вже пізно. Тому було вирішено, що «Блюхер» добудовуватиметься за початковим проектом, а відповіддю британцям буде вже крейсер 1907 бюджетного року, який отримав будівельний індекс F.
Однією з принципових відмінностей стала концепція застосування. Британський крейсер створювався саме для крейсерських функцій — в першу чергу для боротьби з крейсерами противника як при діях спільно з ескадрою лінкорів, так і на комунікаціях. Він не був розрахований на бій основних сил флотів, і участь у ньому обмежувалася лише оточенням противника і добиванням відсталих кораблів.
У німецькому флоті крейсерам відводилася й інша роль. Ще в січні 1904 року кайзер Вільгельм II заявив, що оскільки за кількістю одиниць німецький лінійний флот поступається британському, німецькі великі крейсери повинні бути здатні брати участь в лінійному бою в одній лінії з лінкорами. І хоча військово-морський міністр, гроссадмірал Тірпіц, був противником такого використання, наполягаючи на чисто крейсерських функціях, вимога участі в лінійному бою враховувалося при опрацюванні проекту нового крейсера.
Розробка проекту крейсера F тривала з серпня 1906 по червень 1907 року. Розглядалися безліч варіантів, у тому числі з озброєнням з 305 і 343-мм гармат. Однак при наявності фінансових обмежень, для дотримання балансу швидкості, озброєння та захисту, було вирішено зупинитися на гарматах калібру 280-мм. Тим більше, що цей же калібр був обраний для німецьких дредноутів «Нассау». Не останню роль тут зіграла й думка Тірпіца про превалювання крейсерських функцій. 280-мм гармати він вважав достатніми для цієї ролі. Для забезпечення високої максимальної швидкості ходу крейсер був вперше в німецькому флоті оснащений паровими турбінами. 22 червня 1907 року кайзер затвердив замовлення на будівництво крейсера F, майбутнього «Фон дер Танна».

## Конструкція

### Корпус, надбудови, мореплавність, керованість, екіпаж

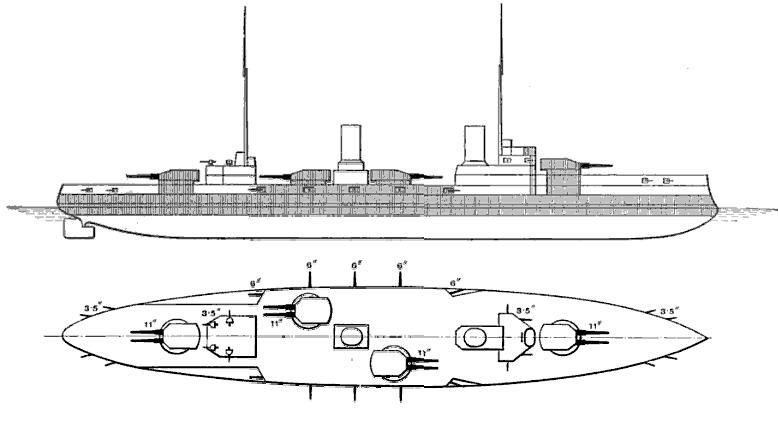
Фон дер Танн. Схема

Нормальна водотоннажність «Фон дер Танна» склала 19370 т, повна — 21 300 т. Крейсер мав корпус з півбаком, що займав приблизно третину довжини корабля. Довжина корпусу між перпендикулярами становила 171,5 м, ширина — 26,6 м, максимальна ширина по укладці протиторпедної сітки — 27,17 м. При повній водотоннажності осадка носом дорівнювала 8,91 м, кормою — 9,17 м. Висота корпусу на міделі — 13,28 м. При нормальній водотоннажності висота надводного борту в носі становила 8,1 м, в кормі — 5,8 м. Збільшенню осадки на 1 см відповідало збільшення водотоннажності на 30,58 т.
Корпус крейсера розділили водонепроникними перегородками на 15 основних відсіків. Подвійне дно простягалося на 75 % довжини корабля. Спосіб зв'язків силових конструкцій корпусу — змішаний.
Після побудови на крейсері була змонтована система активного заспокоєння хитавиці — цистерни Фрамма, що містили 231 т води. Вода потужними насосами перекачувалася між цистернами у протифазі хитавиці. Це дозволило зменшити крен на коливанні з 17° до 11°. Період бортової хитавиці становив 11 секунд. Пізніше замість цистерн Фрамма стали використовувати скулові кілі, а ємності були використані для зберігання додаткових 200 т пального.
За проектом були закладені ґратчасті щогли, але їх вже в процесі будівництва замінили на звичайні трубчасті. Після Ютландської битви, коли «Дерфлінгер» мало не заплутався у власних протиторпедних сітках, з усіх німецьких кораблів, у тому числі і з «Фон дер Танна», вони були зняті.
Крейсер оснащувався чотирма гвинтами і двома паралельними стернами, що забезпечувало хорошу маневреність і керованість. Але повороткість судна і керованість на задньому ходу були незадовільними. Втрата керованості наставала при перекладці стерна понад 60°, з виникненням крену 8°. При нормальній водотоннажності метацентрична висота становила 2,11 м. Остійність була максимальною при крені в 30° і нульовою при 70°.
На «Фон дер Танні», так само як і на британському «Інвінсіблі», був проведений експеримент зі зміни розміщення кают офіцерів. Замість корми їх розмістили на півбак, вважаючи, що так офіцерам буде зручніше добиратися до місць бойового чергування. Але за результатами експлуатації з'ясувалося, що таке рішення було помилковим, і більше на жодному німецькому кораблі таке розташування кают не використовувалося. На крейсері розташовувалися додаткові приміщення для розміщення флагмана і його штабу.
За штатним розписом мирного часу екіпаж складався з 923 осіб, у тому числі 41 офіцера. При використанні як флагмана екіпаж досягав 999 осіб, збільшуючись на 14 офіцерів і 62 особи нижчих чинів. Під час війни екіпаж збільшувався за рахунок резервістів. Так, під час Ютландської битви екіпаж нараховував 1174 особи.

### Бронювання

Зріз по міделю

Бронювання життєво важливих частин корпусу виконувалося з круппівської цементованої броні. Загальна вага бронювання досягала 33,3 % від нормальної водотоннажності. Головний броньовий пояс йшов від переднього краю носової башти до заднього краю кормової. Пояс мав постійну товщину 250 мм на висоті 1,22 м, заглиблюючись під воду на 0,35 м. Далі він поступово тоншав до 150 мм на 1,6 м нижче ватерлінії. Пояс розташовувався на підкладці тикового дерева товщиною 50 мм. У краях він закінчувався 180-мм траверзами. У ніс він продовжувався 120-мм поясом, тоншаючи до 100 мм. У кормі він йшов товщиною 120 мм і закінчувався за 3,5 метра від корми 100-мм перегородкою. Далі в корму йшов 100-мм пояс з нижньою кромкою у 80 мм.
Над головним поясом в районі цитаделі йшов верхній пояс товщиною 225 мм. Каземат гармат середнього калібру прикривався 150-мм поясом. Між гарматами були встановлені протиуламкові перегородки товщиною 20 мм, а за гарматами — 20-мм протиуламкові екрани.
Лобова і задня плити башт головного калібру мали товщину 230 мм, а стінки — 180 мм. Похила передня частина даху башти була завтовшки 89 мм, а горизонтальна частина даху — 60 мм. Настил башти мав товщину 50 мм. Барбети башт з внутрішнім діаметром 8100 мм мали товщину 200 мм. Носова та кормова башти мали зовнішню стінку товщиною 230 мм, а внутрішню — 170 мм. Нижче головного броньового пояса товщина барбетів зменшувалася до 30 мм.
Носова броньова рубка мала товщину стінок 250 мм, а даху — 80 мм. У кормової ці значення були 200 і 50 мм відповідно.
Горизонтальне бронювання складалося з двох броньових палуб. Верхня призначалася для зведення детонаторів і передчасного розриву снарядів, а нижня — для уловлювання осколків. Пласка частина броньованої палуби була розташована на рівні середньої палуби за головним 250-мм броньовим поясом зі скосами товщиною 50 мм. У носовій частині вона була пласкою (товщиною 50 мм) на рівні нижньої палуби і розташовувалася ще нижче в кормі, де її товщина становила 80 мм в пласкій частині з двома 25-мм скосами. Головна палуба мала товщину 25 мм над головним поясом за межами батареї. Верхня палуба мала товщину 25 мм над батареєю. Крім цього, палуба півбака в районі носових погребів мала товщину 23 мм.
Підводний захист був добре продуманий. По всій довжині головного броньового поясу йшла броньова протиторпедна перегородка товщиною 25-30 мм. На міделі вона відстояла від борту на 4 м. Між бортом і протиторпедною перегородкою розташовувалася ще одна перегородка, що ділила цей об'єм навпіл. Зовнішня частина відсіку була порожньою і виконувала при вибуху роль розширювальної камери, а внутрішня була заповнена вугіллям, що забезпечувало додатковий захист.

### Озброєння
Озброєння корабля складалося з восьми 280-мм скорострільних гармат SK L/45 з довжиною ствола 45 калібрів в чотирьох двогарматних баштах. По одній башті стояло в носі і кормі в діаметральної площині. Дві башти розміщувалися ешелоновано — побортно, зі зміщенням одна відносно другої.
Нарізка була прогресивної (зростаючої) крутизни — від 45 калібрів на оберт біля казенної частини до 30 біля дульного зрізу. Відмінною особливістю німецьких гармат було використання клинового вертикального затвора. Скорострільність досягала 3 пострілів на хвилину. Гармати комплектувалися бронебійними і фугасними снарядами масою 302 кг. Заряд складався з двох частин — основного і додаткового зарядів. Для надійної обтюрації при використанні клинового затвора основний заряд з 79 кг метальної речовини розміщувався в латунній гільзі. Додатковий заряд важив 26 кг і розміщувався в шовковому картузі. Це забезпечувало снарядам початкову швидкість 855 м/с.
Гармати розміщувалися в баштових установках, що мали позначення Drh. LC / 1907 (Drh. L. — скорочене від Drehscheiben Lafette, лафет, що обертається, С — рік прийняття на озброєння). Забезпечувалися кути нахилу і піднесення від -8° до + 20°. При максимальному куті піднесення в 20° забезпечувалася дальність стрільби 18 900 м. У 1915 році була збільшений вага заряду, і максимальна дальність виросла до 20 400 м.
Бортові башти могли стріляти на протилежний борт в секторі 125°, що в теорії забезпечувало бортовий залп з восьми гармат, такий же як у «Нассау» з його 12 гарматами. У носовій башті осі гармат були розташовані в 9,9 м від урізу води, у решти — 7,7 м. Усі башти оснащувалися електричними приводами вертикального і горизонтального наведення. Башта, перевантажувальне відділення, подавальна труба і нижній підйомник були об'єднані в єдину обертальну конструкцію. Розташування погребів відрізнялося по баштах. У кормової башти снарядний погріб розміщувався над пороховим, на інших розташування було протилежним. Загальний боєкомплект становив 660 снарядів — по 165 на башту.
Кожна башта оснащувалися далекоміром для індивідуального керування вогнем. У червні 1915 року для головного і середнього калібру були встановлені прилади центрального керування вогнем для вертикального і горизонтального наведення гармат.
Середній калібр складали десять 150-мм 45-каліберних гармат SK L/45 в установках MPL C/1906. Вони розташовувалися в броньованому казематі на середній палубі. Загальний боєкомплект становив 1500 бронебійних і фугасних снарядів. Снаряди мали масу 45,3 кг і початкову швидкість 835 м/с. Кути нахилу/піднесення від -7° до + 20°.
Допоміжна артилерія складалася з 16 скорострільних гармат калібру 88 мм з довжиною ствола 45 калібрів в установках MPL C/1906. Вони розміщувалася в носовій і кормовій надбудовах, на півбаку, а також в кормі корабля. Їх боєкомплект становив 3200 фугасних снарядів. На початку 1916 року чотири гармати в кормовій надбудові замінили двома 88-мм зенітними гарматами в установках MPL C/1906 з кутом піднесення 70°. У 1916 році було демонтовано 12 незенітних 88-мм гармат, що лишалися.
Торпедне озброєння складалося з чотирьох підводних торпедних апаратів калібру 450 мм — носового, кормового і двох бортових апаратів. Бортові апарати розміщувалися перед барбетом носової башти поза протиторпедною перегородкою. Загальний боєкомплект становив 11 торпед.

### Енергетична установка
Крейсер вперше в німецькому флоті отримав паротурбінну силову установку. Пару для неї виробляли 18 котлів німецького військово-морського типу (Шульце-Торнікрофта), розташованих у п'яти відсіках. Кожен відсік поділявся перегородкою в діаметральній площині на два відділення. У перших двох відділеннях стояло по одному котлу. У наступних восьми — по два. Котли були водотрубними, з тонкостінними трубками малого діаметра, працювали на вугільному опаленні. З 1916 року котли були обладнані форсунками для впорскування нафти. Вони мали загальну поверхню нагріву в 10405 м² і забезпечували тиск пари в 16 кгс / см².
Турбіни Парсонса мали прямий привід на вали. Машинні відділення займали три відсіки. Типовою особливістю установки Парсонса було те, що вона вимагала наявності чотирьох валів. Комплект турбін одного борту складався з турбін високого тиску з приводом на один вал і турбін низького тиску з приводом на другий вал. На «Фон дер Танні» діаметр ротора турбіни високого тиску становив 2100 мм, турбін низького тиску відповідно від 2920 до 2820 мм. Турбіна високого тиску лівого борту обертала зовнішній вал, а правого — внутрішній. Всі чотири гвинти були трилопатевими і мали діаметр 3,6 м.
Номінальна проектна потужність на валах становила 42 000 к. с. або 1,97 к. с. / т водотоннажності, що при середній частоті обертання валів в 300 об/хв мало забезпечити швидкість в 24,8 вузла. При випробуваннях на Нейкрузькій мірній милі ці параметри крейсер значно перевершив. Силова установка розвинула форсовану потужність 79007 к. с., що при частоті обертання гребних валів в 324 об/хв дозволило крейсеру розвинути швидкість в 27,4 вузла.
Нормальний запас вугілля становив 1000 т, повний — 2600 т. У 1916 році запас пального був збільшений на 200 т нафти для впорскування в котли при форсуванні. Дальність плавання крейсера «Фон дер Танн» сягала 4400 морських миль при швидкості 14 вузлів або 2500 морських миль при швидкості 22,5 вузла. Витрати пального становили від 0,64 до 1,15 кг / к. с. на годину залежно від режиму ходу.
Електроенергію кораблю забезпечували шість турбогенераторів загальною потужністю 1200 кВт, напругою 225 вольт.

## Історія будівництва
Корабель будувався за кораблебудівною програмою 1907 року на судноверфі «Блом унд Фосс» (Гамбург) під індексом «F» (будівельний номер — 198). Кіль корабля був закладений 21 березня 1908 року. Німецькі кораблі традиційно отримували ім'я при спуску на воду. Крейсер вирішено було назвати «Фон дер Танн» на честь Людвіга фон дер Танна-Расзамгаузена — баварського генерала, командира піхотного корпусу і начальника штабу шлезвіг-гольштейнської армії під час визвольної війни 1848—1850 років. Пізніше, під час франко-прусської війни, він командував 1-м баварським піхотним корпусом.
20 березня 1909 року був проведений обряд хрещення, і крейсер спущений на воду. Обряд хрещення був проведений командиром 3-го баварського піхотного корпусу Луїтпольдом фон дер танном-Расзамгаузеном, племінником Людвіга. «Фон дер Танн» після завершення шестимісячних випробувань ввели до складу флоту 19 лютого 1911 року. Вартість будівництва корабля склала 36 523 млн марок або 18 262 млн рублів золотом.

## Служба

### Командири
Кораблем командували:
- капітан-цур-зее[прим. 3] Мішке (вересень 1910 — вересень 1912);
- капітан-цур-зее Ган (вересень 1912 — лютий 1916);
- капітан-цур-зее Ценкер (лютий 1916 — квітень 1917 року);
- капітан-цур-зее Момзен (квітень 1917 — липень 1918 року);
- капітан-цур-зее Фельдман (липень 1918 — грудень 1918 року);
- капітан-лейтенант Волланке (в період інтернування).

### Служба до війни
Після випробувань 20 лютого 1911 року крейсер вийшов з Кіля в похід до Південної Америки. Зустрівшись в Ріо-де-Жанейро з крейсером «Бремен», «Фон дер Танн» пробув тут з 14 по 23 березня 1911 року. За цей час його відвідав президент Бразилії. Після цього він вирушив до Аргентини, де 30 березня 1911 року група офіцерів на чолі з командиром крейсера Мішке відвідала Буенос-Айрес. На зворотному шляху на батьківщину між островами Тенерифе і Гельголанд крейсер пройшов 1913 миль з середньою швидкістю 24 вузла.

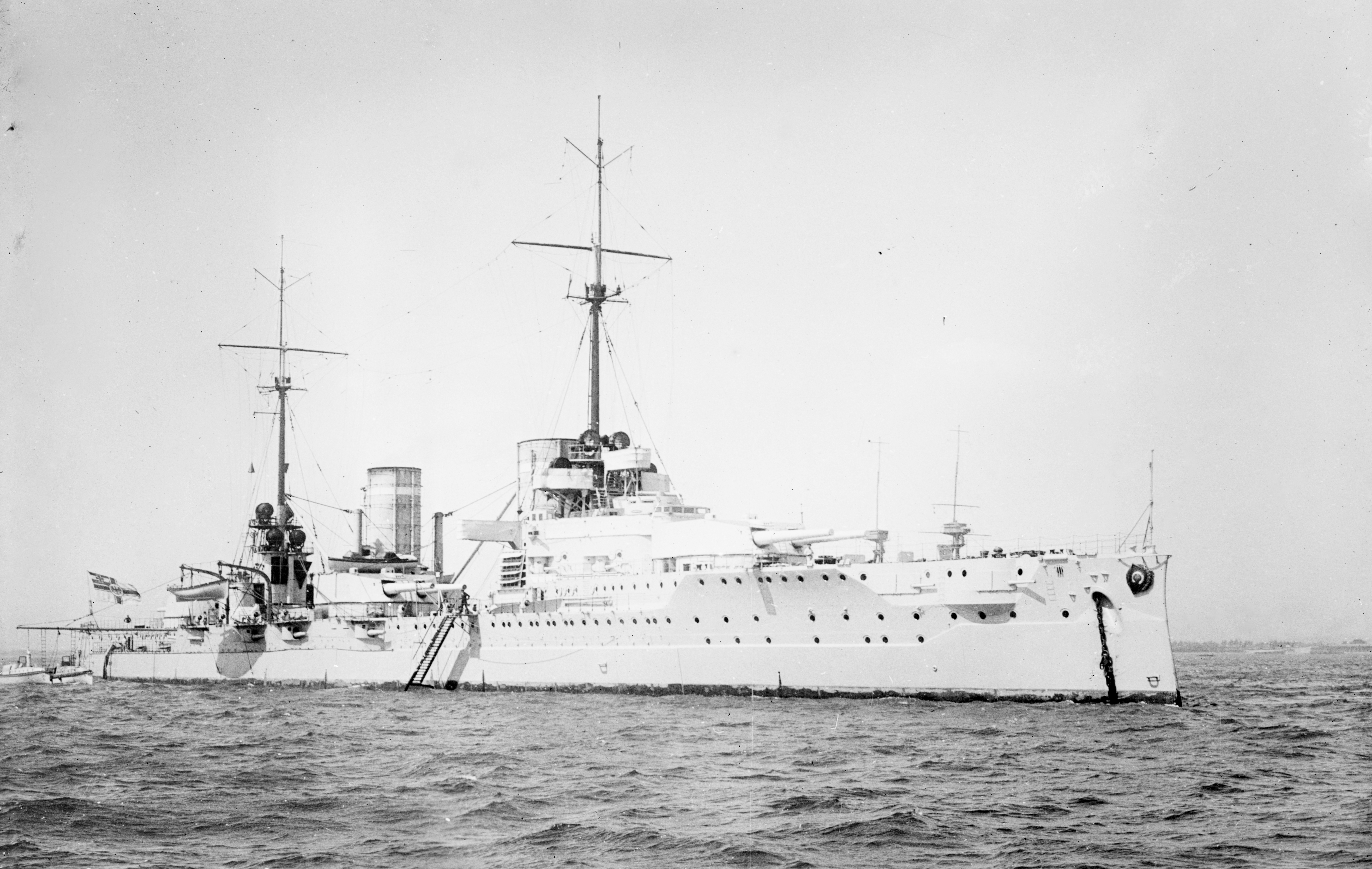
Фон дер Танн у 1911 році

6 травня крейсер повернувся до Вільгельмсгафена і 8 травня був зарахований до складу 1-ї розвідувальної групи, замість «Гнейзенау», який пішов у Східну Азію. У червні 1911 року «Фон дер Танн» з Біссінгена доставив до Англії на коронацію англійського короля Георга V німецького кронпринца Вільгельма і кронпринцесу Сессіле. Під час візиту, що тривав з 20 по 29 червня, він брав участь у параді на Спітхедском рейді.
На початку серпня 1911 року він офіційно увійшов до складу флоту і з 28 вересня 1912 року став флагманським кораблем командувача 1-ї розвідувальної групи віце-адмірала Бахмана. На час поточного ремонту «Фон дер Танна» з 13 березня по 3 квітня 1912 року Бахман переніс свій прапор на броненосний крейсер «Йорк», а на «Фон дер Танні» тимчасово тримав свій прапор 2-й флагман контр-адмірал Гіппер. 23 червня 1912 року «Фон дер Танн» пішов для ремонту машин до Вільгельмсгафена, і Бахман був змушений перенести свій прапор спочатку на легкий крейсер «Кольберг», а потім на новий лінійний крейсер «Мольтке». Деякий час «Фон дер Танн» був рядовим кораблем 1-ї розвідгрупи.
1 жовтня 1912 року в 1-й розвідувальній групі було створено посаду третього флагмана. Цю посаду обійняв капітан 1-го рангу Функе, що підняв свій прапор на «Фон дер Танні». 1 жовтня 1913 року Функе, який на той час став контр-адміралом, отримав посаду 2-го флагмана, залишивши свій прапор на крейсері.
1 березня 1914 року Функе був призначений тимчасовим командувачем 3-ї ескадри лінкорів, і на «Фон дер Танні» підняв свій прапор 3-й флагман контр-адмірал Тапкен.

### Початок Першої світової війни
З початком бойових дій на 1-шу розвідувальну групу було покладено завдання охорони Німецької бухти, начальником охорони якої став контр-адмірал Тапкен. Разом з легкими крейсерами «Майнц», «Штральзунд» і 6-ю флотилією міноносців «Фон дер Танн» увійшов до резерву бойової охорони на лінії Вангерооге — Гельголанд — Ейдер. 31 липня 1914 року «Фон дер Танн» брав участь у складі флоту в першому бойовому виході.
28 серпня 1914 року, після бою біля Гельголанда, «Фон дер Танн» вийшов на допомогу своїм легким крейсерам, які зазнавали поразки. Але до того моменту британські лінійні крейсери вже пішли. З осені 1914 року німецькі лінійні крейсери почали обстріл британського узбережжя, до яких підключився і «Фон дер Танн».
З 2 по 3 листопада «Фон дер Танн» разом з іншими кораблями 1-ї розвідувальної групи обстрілював Ярмут, а 15-16 грудня Скарборо та Вітбі. 6 грудня командир «Фон дер Танна» запропонував використовувати свій крейсер як рейдер у північній Атлантиці, але цю пропозицію було відхилено. З 25 грудня 1914 року посаду третього флагмана було скасовано, і «Фон дер Танн» став рядовим кораблем 1-ї групи. 24 січня 1-ша розвідувальна група вступила в бойову сутичку з британськими лінійними крейсерами біля Доггер-банки. Але «Фон дер Танн» не взяв участі в цьому бою, оскільки перебував на ремонті.
У серпні 1915 року «Фон дер Танн» у складі 1- розвідувальної групи взяв участь у спробі німецького флоту прорватися в Ризьку затоку. 1-ша розвідувальна група повинна була придушити берегові батареї на острові Утьо 10 серпня 1915 року. Для цього був виділений легкий крейсер «Кольберг», але він відволікся на переслідування російських есмінців, і для обстрілу був направлений «Фон дер Танн». Він відкрив вогонь о 5:56, спочатку обстрілявши з дистанції 15 000 м російський крейсер «Громобой», який стояв за Утьо і був змушений відступити. Потім, коли в бій вступили берегові батареї, о 6:01 «Фон дер Танн» почав з ними перестрілку. Берегові батареї були озброєні лише гарматами середнього та малого калібрів, тому були швидко придушені. Лише один 152-мм снаряд влучив крейсеру в трубу, заподіявши незначні пошкодження.
О 6:18 вогонь був припинений, оскільки бойова задача була виконана, і з'явилася небезпека атаки підводного човна. З міноносців і лінійного крейсера «Зейдліц» доповідали про перископи. У цьому районі перебували російські підводні човни «Кайман», «Крокодил». 19 серпня британський підводний човен E1 Ноеля Лоренса торпедував лінійний крейсер «Мольтке», і 21 серпня 1915 року операція Флоту відкритого моря в Ризькій затоці була перервана.
Після повернення з Балтики «Фон дер Танн» разом з іншими крейсерами 1-ї розвідувальної групи продовжив операції в Північному морі і набіги на узбережжя Англії. 11-12 вересня 1915 року лінійні крейсери прикривали мінну постановку в районі банки Терхшелінг. 23-24 жовтня 1915 року був здійснений бойовий похід флоту до широти Ейсберга. 3-4 лютого «Фон дер Танн» прикривав повернення рейдера «Мьове». З 5 по 7 березня 1915 року 1-ша розвідувальна група обстріляла англійський Хуфден, а 24-25 квітня — Лоустофт і Ярмут. Враховуючи налагоджену британцями систему радіоперехоплення, рано чи пізно ці набіги повинні були призвести до зіткнення британського і німецького флотів. І воно відбулося 31 травня 1916 року.

### Ютландська битва
У Ютландському бою «Фон дер Танн» перебував під командуванням капітана 1-го рангу Ценкера, який змінив на цій посаді капітана 1-го рангу Гана ще в лютому 1916 року. Лінійні крейсери 1-ї розвідувальної групи під командуванням Гіппера становили авангард Флоту відкритого моря. «Фон дер Танн» замикав стрій, йдучи п'ятим після «Лютцова», «Дерфлінгера», «Зейдліца» і «Мольтке». Німці припускали, що на перехоплення групи Хіппера буде спрямована частина британського флоту. Завданням авангарду було виманити британські кораблі і вивести їх на основні сили під командування Шеєра, що йшли слідом. Німці не знали, що в морі перебував весь Гранд Фліт з таким же завданням. В результаті битва вилилася в чотири основні фази — «біг на південь», коли британський авангард під командуванням Бітті переслідував ескадру Хіппера, потім «біг на північ», коли весь Флот відкритого моря влаштував гонитву за британським авангардом, і на завершення відбулися денні та нічні бої основних сил флотів.
О 15:10 легкі сили супротивників виявили один одного і вступили в бій. О 16:30 в бій вступили лінійні крейсери. Хіппер вирішив дати бій на відході. Його крейсери лягли на курс до своїх основних сил. Їх переслідували шість лінійних крейсерів Бітті і відстала від лінійних крейсерів 5-та ескадра у складі чотирьох швидкохідних лінкорів типу «Квін Елізабет».

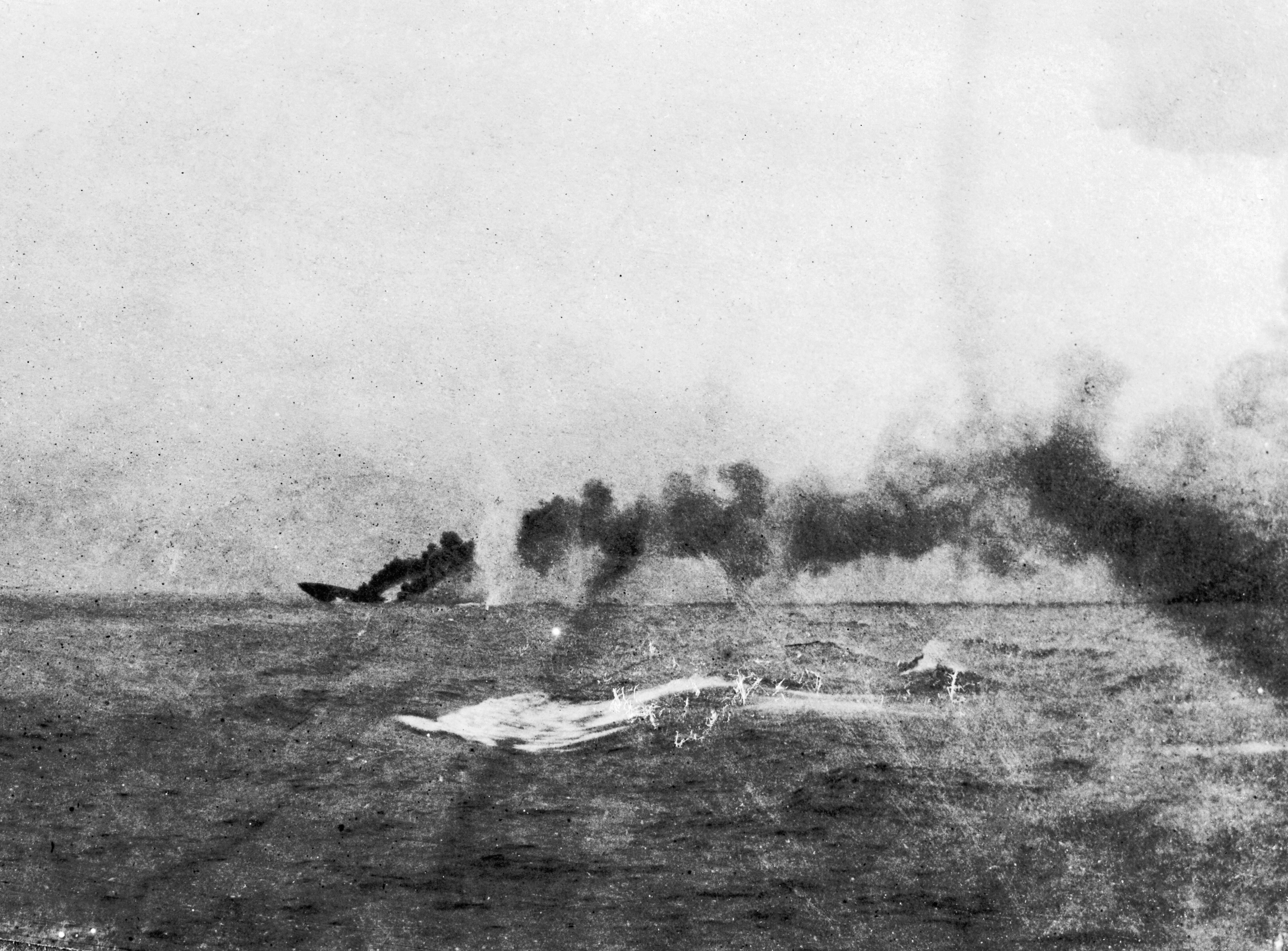
«Індефетігебл» тоне після ушкодження снарядами «Фон дер Танна»

Крейсери супротивників відкрили вогонь о 16:48. «Фон дер Танн» вів перестрілку з британським лінійним крейсером «Індефетігебл». Дистанція в цій частині бою становила 14 600—12 300 метрів. «Фон дер Танн» вів вогонь з 280-мм і 150-мм гармат. О 17:02 три 280-мм снаряди влучили в «Індефетігебл» в районі ґрот-щогли. Він випав зі строю вправо, з помітним креном на лівий борт. Очевидно, на ньому вийшло з ладу стернове керування. Потім в нього влучили ще два 280-мм снаряда в район носової частини — один снаряд в корпус і один в район носової башти головного калібру. Після цього стався вибух носових погребів боєзапасу. Над носовою частиною «Індефетігебла» піднявся величезний стовп полум'я, і все заволокло димом. Коли дим розсіявся, на поверхні британського крейсера вже не було. З його екіпажу врятувалися лише дві особи. За цей час «Фон дер Танн» випустив 52 280-мм снаряда, домігшись 9,6 % влучень. З приблизно 40 снарядів, випущених «Індефетігеблом», жоден не влучив.
О 17:05 вогонь був перенесений на «Нью Зіленд», що став останнімв британській колоні . Той у свою чергу припинив обстрілювати «Мольтке» і вступив у перестрілку з «Фон дер танном». А ще за кілька хвилин ситуація для «Фон дер Танна» кардинально погіршилась. По-перше, помилково замість «Мольтке» його почав обстрілювати «Тайгер». По-друге, до місця подій підтяглася 5-та британська ескадра Евана-Томаса, і лінкори, озброєні 381-мм гарматами, почали свою пристрілку по німецьким крейсерам з «Фон дер Танна», по мірі наближення переносячи вогонь на більш дальні німецькі кораблі.
О 17:18 «Фон дер Танн» переніс свій вогонь на головний в колоні 5-ї ескадри «Бархем». Але ще до цього, о 17:09 він отримав перше пошкодження. 381-мм снаряд з «Бархема» з дистанції 93 каб (17300 м) розірвався в кормі на стику 100-мм і 80-мм плит. Вони були розірвані, і крейсер, набравши близько 600 т води, отримав крен 2° на лівий борт.
О 17:20 другий снаряд — 343-мм з «Тайгера» — розірвався на краю 200-мм барбета носової башти, утворивши пробоїну 900 × 550 мм. Броню втиснуло всередину, башту заклинило в одному положенні, і вона вийшла з ладу до кінця бою. О 17:23 третій снаряд (343-мм з «Тайгера») знайшов слабке місце в захисті «Фон дер Танна».
Снаряд в районі кормової башти пройшов вище броньового пояса і, пробивши 25-мм головну палубу і дві неброньовані перегородки, розірвався в 1 м від задньої стінки барбета. Барбет в цьому місці мав товщину всього лише 30 мм. В результаті розриву снаряда утворилася пробоїна 3,7 × 2,3 м, і шматки барбета заклинили башту на 3,5 години. На додачу уламками були пошкоджені механізми подачі снарядів.
«Фон дер Танн» тепер міг обстрілювати «Бархем» тільки з однієї лівої бортової башти. Тому о 17:24 вогонь знову був перенесений на «Нью Зіленд». За цей час «Фон дер Танн» здійснив по «Бархему» 34 постріли, домігшись о 17:24 одного влучення в броньовий пояс, яке не заподіяло ніякої шкоди.
О 17:26 він домігся влучання в башту «Х» «Нью Зіленда», щоправда, воно не завдало серйозних ушкоджень. А о 17:35 заклинило механізми відкату на перегрітих гарматах правої бортової башти, і «Фон дер Танн» міг тепер вести вогонь тільки через борт з лівої бортової башти до 20:30. Та ж проблема виникла і у правої гармати лівої бортової башти. До цього часу крейсери Бітті, відхилившись убік, вийшли із зони дії гармат «Фон дер Танна», і вогонь єдиної гармати вівся по «Малайї» зі складу 5-ї ескадри.
Близько 17:50 британські есмінці вийшли в торпедну атаку, і «Фон дер Танну» довелося ухилятися від двох торпед, випущених HMS Nerissa. «Лютцов» і «Дерфлінгер» також уникли влучань, але «Зейдіицу» пощастило менше — о 17:57 він зазнав торпедного влучання. До цього моменту Хіппер вивів ескадру Бітті на основні сили німецького Флоту відкритого моря. Тепер уже Бітті змушений був розвертатися і рятуватися втечею. Лінійні крейсери Бітті, переслідувані Хіппером, досить швидко вийшли із зони дії німецькі артилерії. 5-та британська ескадра прогавила поворот і опинилася під вогнем німецьких лінкорів. Однак, уникнувши фатальних ушкоджень, вона розвернулася і повела за собою німецькі кораблі на зустріч з Гранд Флітом. Почався «Біг на північ».
5-та британська ескадра при повороті потрапила під зосереджений обстріл німецької 3-й дивізії лінкорів і хоча й отримала влучання 11 305-мм і двома 280-мм снарядами, але уникла фатальних ушкоджень. Лінійні крейсери Бітті йшли на швидкості близько 25 вузлів і в результаті ряду маневрів до 8:10 вийшли із зони дії вогню крейсерів Хіппера, які їх переслідували. До цього часу отримані пошкодження, втома кочегарів і зашлакованість топок не дозволяли німецьким лінійним крейсерам розвивати швидкість понад 23 вузлів. Німецькі лінкори навіть при форсуванні машин не могли видати понад 22-23 вузлів. Щоправда, ескадра Евана-Томаса хоча і йшла майже 25-вузловим ходом, не могла відірватися, оскільки йшла спочатку по дузі, а потім курсами, що сходились з німецькими кораблями.
Але незважаючи на невигідне становище, четвірка британських лінкорів показала всі переваги хорошого бронювання і потужного озброєння разом з хорошим керуванням вогнем. Бій вівся на граничних дистанціях, і у фазі гонитви рідкісні влучання німецьких кораблів не завдавали сильних пошкоджень. При цьому британські лінкори на цих дистанціях вели прекрасний вогонь і завдали ряд важких ушкоджень німецьким лінкорам і крейсерам. По лінійним крейсерам вели вогонь «Бархем» і «Веліант». На щастя для «Фон дер Танна», вогонь британських лінкорів зосередився на головних кораблях німецької колони — «Лютцов», «Дерфлінгер» і «Зейдліц» зазнали 13 влучань 381-мм снарядами.
З 18:00 «Фон дер Танн» вів вогонь з єдиної вцілілої гармати по «Малайї». На короткий час було полагоджено другу гармату правої башти, і вогонь вівся з двох гармат. Всього було зроблено 10 залпів по «Малайї» і ще шість по есмінцям. Але о 18:15 остання башта вийшла з ладу, і крейсер залишився тільки з 150-мм гарматами. Проте він залишився в лінії, продовжуючи вести вогонь по цілях, що перебували в зоні дії його гармат.
О 19:15 Флот відкритого моря вийшов на головні сили Гранд-Фліту, і в сутінках та вночі стався ряд боїв. О 19:19 «Фон дер Танн» отримав четверте влучання — 381-мм снарядом з «Рівенджа». Снаряд влучив у задню бойову рубку, вбивши і поранивши всіх, хто в ній був, і зруйнувавши вентиляційні шахти правого переднього машинного відділення, внаслідок чого воно наповнилося димом і газами. О 19:30 вдалося ввести в дію кормову башту, щоправда, оскільки механізми обертання башти вийшли з ладу, це доводилося здійснювати вручну. О 20:30 ввели в дію праву бортову башту, а о 21:00 знову запрацювала і ліва. Але «Фон дер Танну» більше не вдалося домогтися жодного влучання, оскільки на темній стороні горизонту він уже просто не бачив цілей.
Всього за час бою «Фон дер Танн» витратив 170 280-мм і 98 150-мм снарядів. Останні були випущені в основному по есмінцям. До кінця дня крейсер вже насилу давав 18 вузлів. Втрати екіпажу «Фон дер Танна» склали 11 чоловік убитими і 35 пораненими.

### Кінець війни і доля корабля
Ремонт крейсер проходив на державній верфі у Вільгельмсгафені з 2 червня по 29 липня 1916 року. Але при стрільбі носова башта постійно виходила з ладу, тому фактично в бойову готовність він був приведений лише до 2 серпня 1917 року. За цей час він брав участь у бойових походах флоту 18-19 серпня і 25-26 вересня 1916 року. Влітку 1916 року боєготовними залишалися лише лінійні крейсери «Фон дер Танн» і «Мольтке», тому тимчасово до складу 1-ї розвідувальної групи були включені дредноути «Баєрн», «Маркграф» і «Гроссер Курфюрст».
З 15 жовтня 1916 року «Фон дер Танн» став флагманським кораблем контр-адмірала Бедікера — 2-го флагмана 1-ї розвідувальної групи. «Фон дер Танн» брав участь також у бойових виходах флоту 18-19 жовтня, 23-24 жовтня 1916 року і 23-24 березня 1917 року. За цей час сталися дві великі аварії з турбінами. Тому з 13 листопада по 29 грудня 1916 року і з 31 травня по 22 червня 1917 року він перебував у ремонті.
21 січня 1918 року Бедікера на посту 2-го флагмана змінив контр-адмірал Рейтер. Під його прапором «Фон дер Танн» взяв участь у виходах флоту 23-24 квітня 1918 року і 8-9 червня 1918 року. 11 серпня Хиппер був призначений командувачем Флоту відкритого моря, і Рейтер прийняв на себе командування 1-ю розвідувальною групою. 2-го флагмана не призначали, і його обов'язки виконував командир «Фон дер Танна» Фельдман. Кінець війни крейсер зустрів на рейді Шиллінг, повністю готовий до бойових дій.

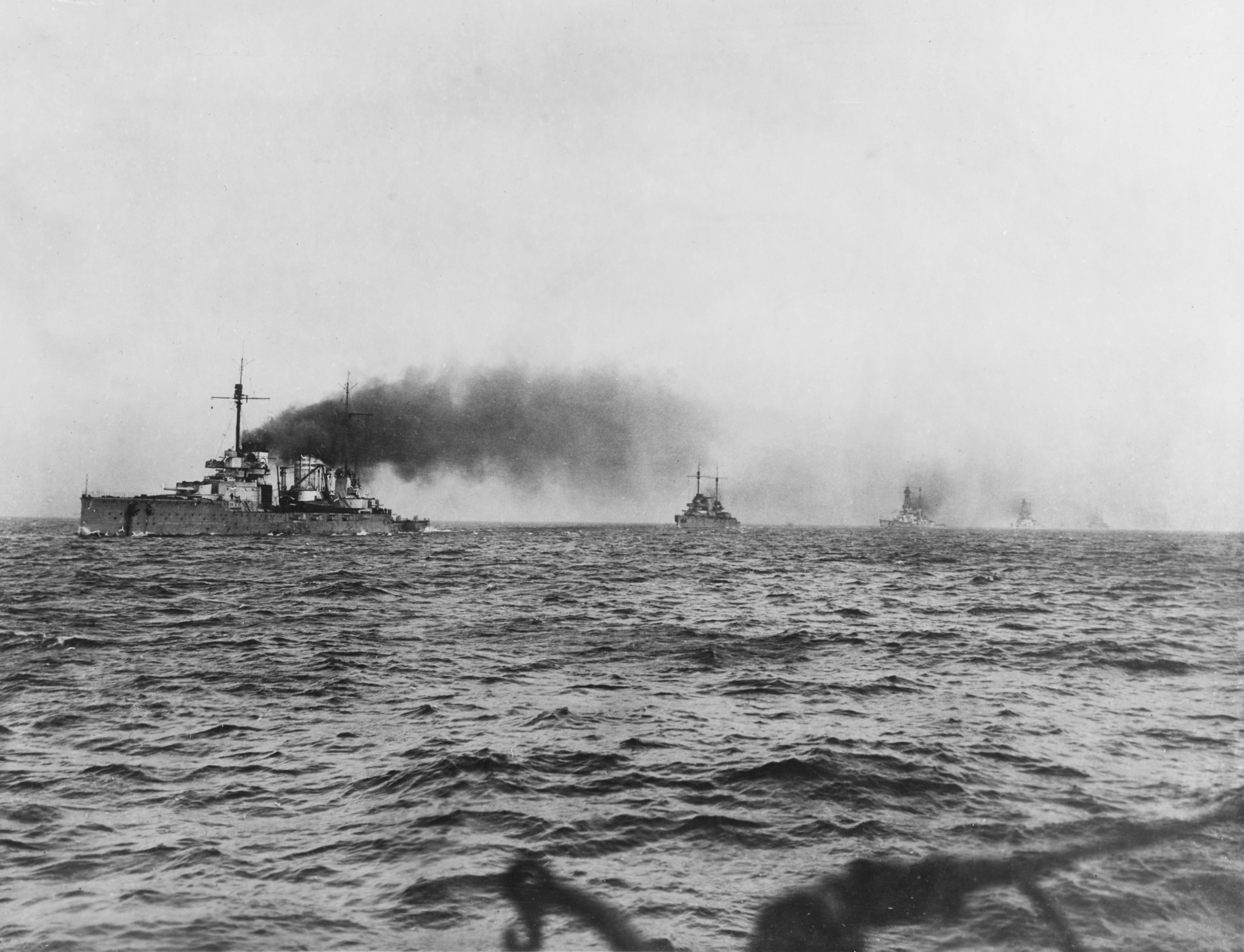
Німецькі лінійні крейсери йдуть до Скапа-Флоу. «Фон дер Танн» п'ятий у колоні, після «Зейдліца», «Мольтке», «Гінденбурга» та «Дерфлінгера».

Згідно з умовами перемир'я, «Фон дер Танн» підлягав інтернуванню. 19 листопада 1918 року він у складі ескадри переданих для інтернування кораблів німецького військово-морського флоту прибув до британської бази в затоці Ферт-оф-Форт. А 24 листопада 1918 року німецькі кораблі перейшли до Скапа-Флоу на Оркнейських островах. «Фон дер Танн» перебував на якірній стоянці на схід від острова Кава.
Командував німецькими кораблями контр-адмірал Людвіг фон Рейтер. Він побоювався передачі кораблів союзникам, тому вони були таємно підготовлені до затоплення. 21 червня 1919 року надійшов наказ Рейтера, і на дно Скапа-Флоу лягли 10 лінкорів, 5 лінійних крейсерів, 5 легких крейсерів і 32 міноносця. «Фон дер Танн» ліг на дно кілем вгору.
Комісія Адміралтейства, яка обстежила затонулі кораблі, дійшла висновку, що підняти їх неможливо. На той час просто не існувало надійних способів підйому з дна настільки великих кораблів. А оскільки вони не заважали судноплавству, було прийняте рішення залишити їх лежати на дні. Але в 1924 році кораблі, що лежали на дні, викупив продавець металобрухту Ернест Кокс. Організована ним компанія дослідним шляхом розробляла технології підйому суден. На той момент, коли приступили до робіт над «Фон дер танном», вже були підняті «Мольтке», «Зейдліц», «Кайзер», «Гінденбург» і відпрацьовані всі операції.
Корабель піднімався з дна днищем вгору. Оскільки далі в такому ж положенні його буксували і встановлювали в док, виступаючі частини — щогли, труби, надбудови, башти головного калібру — зрізались газовими різаками або підривними зарядами. Перед підйомом водолази законопачували всі отвори і підбивали труби від повітряних насосів. У ряді відсіків робилися шлюзи для заходу всередину корпусу людей. Для виготовлення шлюзу використовувалися старі парові котли, приварювані до корпуса. Від котла до поверхні йшла труба, по якій спускалися всередину корпусу люди. Спочатку всередину корпусу починало подаватися стиснене повітря в об'ємі, недостатньому для спливання корпусу. Всередину через шлюзи заходили люди і герметизували водонепроникні перегородки, щоб уникнути перетікання повітря і води між відсіками. Так забезпечувалась стійкість корабля при спливанні. Після цього на повну потужність включали насоси, що нагнітали повітря, і корабель піднімався на поверхню.
«Фон дер Танн» лежав на глибині 27 метрів догори днищем з креном 17° на правий борт. Роботи з його підйому почалися ще до буксування до місця порізки щойно піднятого «Гінденбурга». Не обійшлося і без труднощів. По-перше, труби до шлюзів були дуже великої довжини. А по-друге, при початку відкачування повітря з відсіків крейсера потягнуло неймовірним смородом від водоростей і морських організмів, що розкладалися. Його намагалися вивітрити прокачуванням повітря, але це не допомогло. При роботі з ацетиленовими пальниками всередині корпусу періодично виникали невеликі пожежі і вибухи накопичених горючих газів. Тому відсіки обробили спеціальною хімічною сполукою. Запах від неї був чи не гірший, але це повинно було запобігти утворенню газів. В результаті і це мало допомогло. При герметизації останнього відсіку стався сильний вибух накопичених продуктів розкладання. Помічника Кокса Маккензі викинуло з відсіку, при цьому він ударився головою об кришку люка. Коли його підібрали, він плава у воді вниз головою. Ще трьох осіб довелося визволяти з наповненого водою відсіку, розрізаючи автогеном корпус. Наприкінці листопада 1930 року «Фон дер Танн» було піднято на поверхню і 5 лютого 1931 року відбуксовано в Лайнесс для порізки на метал.

## Оцінка проекту
«Фон дер Танн» став відповіддю на британський «Інвінсібл». Обидва кораблі на порядок перевершували броненосні крейсери того часу і стали представниками нового класу — лінійних крейсерів. Основні відмінності в конструкції британського та німецького крейсерів обумовлені розбіжностями у концепції застосування. «Інвінсібл» спочатку планувався в першу чергу для виконання крейсерських функцій — ведення розвідки при ескадрі і боротьби з крейсерами противника. Проектування бойового корабля завжди є пошуком компромісу між рівнем озброєння, бронювання і швидкістю. Професор Массачусетської школи кораблебудування в США Говгард в 1905 році передбачив, що ескадрений крейсер для виконання своїх завдань повинен мати озброєння і бронювання як у броненосця, а швидкість у нього повинна бути вищою. Це однозначно приводило до висновку, що його водотоннажність повинна бути більшою. Перший британський крейсер був обмежений по водотоннажності. Його творець лорд Фішер вважав за необхідне наявність сильного озброєння і високої швидкості для виконання крейсерських функцій, а тому бронюванням довелося пожертвувати. І хоча він і був на рівні найкращих броненосних крейсерів того часу, бронювання було непорівнюване з лінкорами.
|                                                             | «Мінотавр»                         | «Мінотавр»                         | «Інвінсібл»                        | «Інвінсібл»                        | «Дредноут»                         | «Дредноут»                         | «Фон дер Танн»                     | «Фон дер Танн»                     | «Фон дер Танн»                   | «Фон дер Танн»                   | «Нассау»                         | «Нассау»                         |
| ----------------------------------------------------------- | ---------------------------------- | ---------------------------------- | ---------------------------------- | ---------------------------------- | ---------------------------------- | ---------------------------------- | ---------------------------------- | ---------------------------------- | -------------------------------- | -------------------------------- | -------------------------------- | -------------------------------- |
| Рік закладення/введення в стрій                             | 1905/1908                          | 1905/1908                          | 1906/1908                          | 1906/1908                          | 1905/1906                          | 1905/1906                          | 1908/1910                          | 1908/1910                          | 1908/1910                        | 1908/1910                        | 1907/1909                        | 1907/1909                        |
| Потужність СУ, к. с. (швидкість, вузли)                     | 27 000 (23)                        | 27 000 (23)                        | 41 000 (25)                        | 41 000 (25)                        | 23 000 (21)                        | 23 000 (21)                        | 42 000 (24,8)                      | 42 000 (24,8)                      | 42 000 (24,8)                    | 42 000 (24,8)                    | 22 000 (19)                      | 22 000 (19)                      |
| Розміри                                                     | 161,2×22,86×7,92                   | 161,2×22,86×7,92                   | 172,8×23,9×8                       | 172,8×23,9×8                       | 160,6×25×9,4                       | 160,6×25×9,4                       | 171,7×26,6×8,91                    | 171,7×26,6×8,91                    | 171,7×26,6×8,91                  | 171,7×26,6×8,91                  | 146,1×26,9×8,57                  | 146,1×26,9×8,57                  |
| Вагові показники, у відсотках до нормальної водотоннажності |                                    |                                    |                                    |                                    |                                    |                                    |                                    |                                    |                                  |                                  |                                  |                                  |
| Обчислення за британською системою                          | Обчислення за британською системою | Обчислення за британською системою | Обчислення за британською системою | Обчислення за британською системою | Обчислення за британською системою | Обчислення за британською системою | Обчислення за британською системою | Обчислення за британською системою | Обчислення за німецькою системою | Обчислення за німецькою системою | Обчислення за німецькою системою | Обчислення за німецькою системою |
| Корпус і корабельні механізми                               | 5609                               | 37,81 %                            | 6300                               | 35,94 %                            | 6198                               | 34,08 %                            | 6004                               | 30,7 %                             | 6100                             | 31,09 %                          | 6328,6                           | 33,54 %                          |
| Бронювання                                                  | 2835                               | 19,11 %                            | 3516                               | 20,06 %                            | 5080                               | 27,93 %                            | 5693                               | 29,39 %                            | 6300                             | 32,11 %                          | 7463,6                           | 39,56 %                          |
| Енергетична установка                                       | 2571                               | 17,33 %                            | 3445                               | 19,65 %                            | 2083                               | 11,45 %                            | 3034                               | 15,66 %                            | 2850                             | 14,52 %                          | 1376,7                           | 7,30 %                           |
| Озброєння з баштами                                         | 2099                               | 14,14 %                            | 2480                               | 14,14 %                            | 3150                               | 17,32 %                            | 2604                               | 13,44 %                            | 2130                             | 10,85 %                          | 2697,5                           | 14,30 %                          |
| Пальне                                                      | 1016                               | 6,85 %                             | 1016                               | 5,8 %                              | 915                                | 5,03 %                             | 1000                               | 5,16 %                             | 1000                             | 5,1 %                            | 1000                             | 5,30 %                           |
| Команда і провізія                                          | 605                                | 4,08 %                             | 671                                | 3,83 %                             | 661                                | 3,63 %                             | 1240                               |                                    | ?                                | 6,32 %                           |                                  | ?                                |
| Запас водотоннажності                                       | 102                                | 0,68 %                             | 102                                | 0,58 %                             | 102                                | 0,56 %                             |                                    | —                                  |                                  | —                                |                                  | —                                |
| УСЬОГО                                                      | 14 837                             | 100 %                              | 17 530                             | 100 %                              | 18 189                             | 100 %                              | 19 575                             | 100 %                              | 19 620                           | 100 %                            | 18 866,4 т                       | 100 %                            |

Німецький крейсер спочатку проектувався в тому числі для бою в лінії проти британських дредноутів, тому, крім високої швидкості і сильного озброєння, мав хороший захист. Він становив 33 % від нормальної водотоннажності і по цьому рівню наближався до лінкорів. Платою за це стало збільшення водотоннажності — у «Фон дер Танна» воно було більше, ніж у сучасного йому німецького дредноута «Нассау».
При цьому німецьким інженерам вдалося підсилити бронювання, не особливо жертвуючи швидкістю і озброєнням. Проектна швидкість британського крейсера була лише на 0,2 вузла вищою. Незважаючи на ряд «дитячих хвороб», турбіни німецького крейсера в експлуатації показали себе досить надійними. Так, під час повернення в 1911 році з Південної Америки «Фон дер Танн» пройшов 1913 миль з середньою швидкістю 24 вузла.
На перший погляд озброєння німецького крейсера було слабкіше, ніж в «Інвінсібла». Але на практиці 280-мм гармати «Фон дер Танна» були еквівалентні 305-мм гарматам британця. Якщо британський 386-кг бронебійний снаряд мав початкову швидкість 831 м / с, то німецький 302-кг розганявся до 855 м / с. До того ж німці більше уваги приділяли якості снарядів і артилерійської стрільби. Тому німецькі снаряди не розколювалися при зустрічі з перешкодою і мали надійний детонатор, а точність стрільби німецьких кораблів під час війни була вищою, ніж у британських. Сектори обстрілу у німецького крейсера також були трохи кращі — схема розміщення бортових башт на обох кораблях була діагональною, але у «Фон дер Танна», за рахунок більшого рознесення по довжині, ці башти мали великі сектори обстрілу на протилежний борт — 125° проти 75°. За рахунок цього «Фон дер Танн» мав ті ж вісім гармат у бортовому залпі, що і дванадцятигарматний «Нассау».
«Фон дер Танн» був позбавлений ще одного недоліку «Інвінсібла». У британського крейсера 102-мм калібру, обраного для протимінної артилерії, було явно недостатньо. Спочатку німецький крейсер був озброєний 150-мм гарматами. Вони виявилися дуже вдалими як протимінні і застосовувалися на всіх наступних німецьких дредноутах і лінійних крейсерах. Правда, виявилося, що установка на додачу до них 88-мм гармат була зайвою, тому пізніше їх зняли, встановивши пару зенітних. Висота стволів 150-мм батареї над рівнем моря становила лише 4,3 м, як і на крейсері «Фрідріх Карл» (закладений у 1901 році), що для великого корабля було явно недостатньо.
Захист «Фон дер Танна» був на порядок кращий, ніж у «Інвінсібла». Там, де у британця був вузький пояс товщиною 152 мм, у німецького крейсера був дворівневий броньовий пояс товщиною 250—225 мм. Це було практично еквівалентно 279-мм поясу британського лінкора «Дредноут». Чудовим був і протиторпедний захист. Установка броньованої протиторпедної перегородки, перегородки в діаметральної площині, грамотна розбивка на водонепроникні відсіки і хороша організація боротьби за живучість приводили до того, що там, де німецькі кораблі після вибуху зберігали хід, британські кораблі зазнавали краху і гинули .
Дещо псувало картину те, що німецький крейсер був спроектований ідеальним для умов бою в Північному морі — бою на обмеженій дистанції в 8000—10 000 м. Його мореплавність і умови проживання екіпажу були дещо гірші, ніж у британських крейсерів, що розраховувалися для боротьби на протяжних комунікаціях британської імперії. До того ж за час Першої світової війни дистанції бою сильно зросли і в Ютландській битві досягли 18 000 м. На цій дистанції почав виявлятися недостатній горизонтальний захист німецького крейсера. До того ж, на такій дистанції снаряди падали під великим кутом, і вони проходили над броньовим поясом і вражали барбети башт головного калібру в місцях, де їх захист був занадто тонким.
Але в цілому німецька концепція виявилася кращою за британську. І «Фон дер Танн» вийшов більш збалансованим і володів вищими бойовими якостями, ніж британські лінійні крейсери з 305-мм артилерією — типу «Інвінсібл» і наступного за ним типу «Індефетігебл». При одгакових швидкостях концепція Фішера «швидкість — кращий захист» вже не спрацьовувала. І в дуельній ситуації Ютландської битви німецький крейсер, захищений більш товстою бронею, вийшов переможцем у бою проти британського «Індефетігебла».
|                                                  | «Цукуба»           | «Мінотавр»            | «Шарнхорст»         | «Рюрик II»        | «Теннессі»         | «Блюхер»            | «Інвінсібл»    | «Фон дер Танн»     |
| ------------------------------------------------ | ------------------ | --------------------- | ------------------- | ----------------- | ------------------ | ------------------- | -------------- | ------------------ |
| Закладений                                       | 1905 г.            | 1905 г.               | 1905 г.             | 1905 г.           | 1903 г.            | 1907 г.             | 1905 г.        | 1908 г.            |
| Став до строю                                    | 1907 г.            | 1908 г.               | 1907 г.             | 1908 г.           | 1906 г.            | 1909 г.             | 1908 г.        | 1910 г.            |
| Розміри, м (Д×Ш×О)                               | 137,1×23×8         | 158,2×22,7×7,91       | 144,6×21,6×8,17     | 161,2×22,86×7,92  | 153,8×22,2×7,62    | 161,8×24,5×8,56     | 172,8×24×8,13  | 171,7×26,6×9,04    |
| Водотоннажність нормальна                        | 13 750 т           | 14 595 ts             | 11 616 т            | 15 170 т          | 14 500 ts          | 15 842 т            | 18 200 ts      | 19 370 т           |
| Повна                                            | 15 400 т           | 16 085 ts             | 12 985 т            | 18 500 т          | 15 715 ts          | 17 500 т            | 20 730 ts      | 21 300 т           |
| Силова установка                                 |                    |                       |                     |                   |                    |                     |                |                    |
| Потужність номінальна, к. с. (швидкість, вузли)  | 20 500 (20,5)      | 27 000 (23)           | 26 000 (22,5)       | 19 700 (21)       | 27 500 (22)        | 32 000 (24,5)       | 41 000 (25)    | 42 000 (24,8)      |
| Максимальна, к. с. (швидкість, вузли)            | 20 736 (20,5)      |                       | 28 783 (23,6)       | 20 580 (21,43)    |                    | 38 323 (25,4)       | 46 500 (26,64) | 79 007 (27,4)      |
| Дальність плавання, миль (при швидкості, вузлів) |                    | 2920 (20,5) 8150 (10) | 4800 (14) 5120 (12) |                   | 6500 (10)          | 3520 (18) 6600 (12) | 2300 (23)      | 4400 (14)          |
| Бронювання, мм                                   |                    |                       |                     |                   |                    |                     |                |                    |
| Борт                                             | 178                | 152                   | 150                 | 152               | 127                | 180                 | 152            | 250                |
| Палуба                                           | 76                 | 38                    | 60                  | 38 + 25           | 76                 | 70                  | 65             | 50                 |
| Башти                                            | 178                | 203                   | 170                 | 203               | 229                | 180                 | 178            | 230                |
| Озброєння                                        | 4×305-мм 12×152-мм | 4×234-мм 10×190-мм    | 8×210-мм 6×150-мм   | 4×254-мм 8×203-мм | 4×254-мм 16×152-мм | 12×210-мм 8×150-мм  | 8×305-мм       | 8×280-мм 10×150-мм |

## Використана література і джерела
1. 1 2 3  Staff, 2006, с. 3.
2. ↑  Staff, 2006, с. 3-4.
3. ↑  Staff, 2006, с. 4-5.
4. 1 2 3  Мужеников, 1998, с. 25.
5. 1 2 3 4 5 6 7 8  Gröner, 1982, с. 81.
6. 1 2 3  Campbell, 1978, с. 20.
7. ↑  Мужеников, 1998, с. 20-21.
8. 1 2 3 4 5  Мужеников, 1998, с. 21.
9. 1 2 3 4 5 6 7  Мужеников, 1998, с. 26.
10. ↑  Staff, 2006, с. 7.
11. ↑  Staff, 2006, с. 8.
12. 1 2 3 4 5  Мужеников, 1998, с. 23.
13. 1 2 3 4 5 6 7  Campbell, 1978, с. 20-21.
14. 1 2  Campbell, 1978, с. 19.
15. ↑  Staff, 2006, с. 5.
16. ↑  Staff, 2006, с. 5-6.
17. 1 2 3  Мужеников, 1998, с. 22.
18. ↑  Staff, 2006, с. 6.
19. 1 2 3  Мужеников, 1998, с. 24.
20. ↑  Мужеников, 1998, с. 24-25.
21. 1 2  Gröner, 1982, с. 80.
22. ↑  Мужеников, 1998, с. 20.
23. ↑  Staff, 2006, с. 9.
24. ↑  Мужеников, 1998, с. 26-27.
25. 1 2  Мужеников, 1998, с. 27.
26. 1 2 3 4  Мужеников, 1998, с. 30.
27. ↑  Мужеников, 1998, с. 30-31.
28. 1 2 3 4  Мужеников, 1998, с. 31.
29. ↑  Вильсон, 2002, с. 129-161.
30. 1 2 3 4 5  Мужеников, 1998, с. 31-33.
31. 1 2 3 4 5 6  Мужеников, 1998, с. 33.
32. ↑  Вильсон, 2002, с. 145.
33. ↑  Вильсон, 2002, с. 147-148.
34. 1 2 3  Staff, 2006, с. 11.
35. ↑  Мужеников, 1998, с. 34.
36. ↑  Горз, 1978, с. 126.
37. 1 2  Горз, 1978, с. 127-150.
38. ↑  Горз, 1978, с. 151-152.
39. ↑  Феттер, 1996, с. 43.
40. ↑  Breyer, 1980, с. 290.
41. ↑  Breyer, 1980, с. 286.
42. ↑  Мужеников, 1998, с. 2.
43. ↑  Мужеников, 1998, с. 3.
44. ↑  Мужеников, 1998, с. 23-24.
45. ↑  Campbell, 1978, с. 21.
46. ↑  Мужеников, 1998, с. 32.
47. ↑  Феттер, 1996, с. 5.
48. ↑  Gröner, 1982, с. 78-80.
49. ↑  Феттер, 1996, с. 6.
50. ↑  Феттер, 1996, с. 7.
51. ↑  Gröner, 1982, с. 80-81.